# Gaedonea rosealutea
Gaedonea rosealutea là một loài bướm đêm trong họ Noctuidae.